# Сунак (казахский род)
Сунак (каз. Сунақ қожа) — казахский род, являющийся историческим населением города Сыганак. По казахскому шежире (родословной) не входит в состав трёх казахских жузов. В настоящее время основная часть рода Сунак проживает в Туркестанской и Кызылординской областях Республики Казахстан.

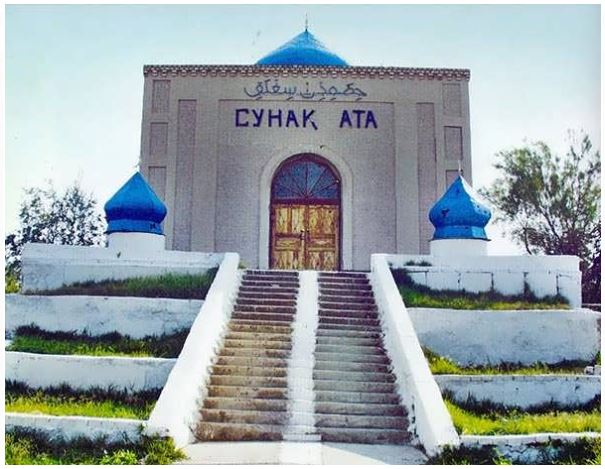
Мавзолей Сунак-Ата

## Происхождение[1]
Сиддикиды - (потомки Абу Бакра ас-Сиддика)

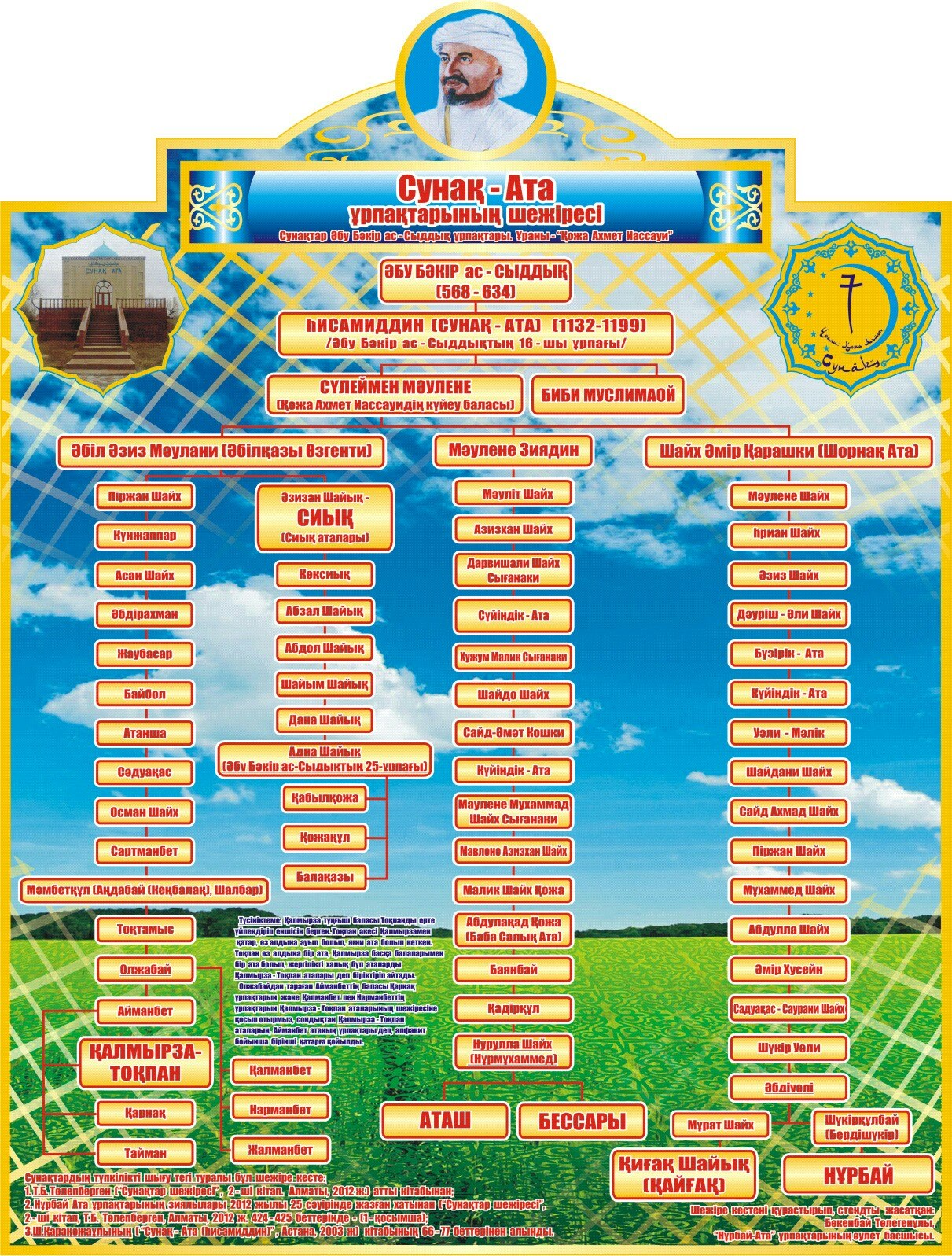
Родословное, родовое древо Сунак-Ата

Сунак кожалар занимают особое место в истории региона. Специальная работа, посвященная истории этого рода, опубликована проф. Д. ДиУисом. В ней проанализированы генеалогии святых сиддикидов Баба туклес (Баба тукты Шашты ‘Азиз Аулийа’) и Едиге-султана (ум. 822/1419).
В настоящее время среди сиддикидов казахов известны Сунак кожалар, Кылауыз кожалар и Шамши-Бузург кожалар. Они происходят от троих сыновей Абу Бакра ас-Сиддика:
1) Мухаммада (Сунак кожалар, Кылауыз кожалар и Шамши-Бузург кожалар);
2) ‘Абдаллаха (Ходжа Ахрариды);
3) ‘Абд ар-Рахмана (потомки Джалал ад-дина ар-Руми).
Другое обобщенное название этого рода – «Шесть сиыков» (Алтысиык). В его состав входят шесть групп: 1) Кайгактык-ата; 2) Нурбай-ата; 3) Калмырза; 4) Токпан; 5) Аташ-ата и 6) Бессары-ата.
Название этого рода связано со средневековым городом Сыганак, где находится почитаемая могила святого Сунак/Сыгнак-ата (арабский миссионер ислама Хусам ад-дин ас-Сигнаки или Дийа’ ад-дин ас-Сигнаки). Его полное имя – Хусам ад-дин ал-Хусайн ибн ‘Али ибн Хаджжадж ас-Сигнаки (ум. в 1311 или 1314 г.). Он был крупнейшим ханафитским богословом, правоведом, методологом. Первым из ученых прокомментировал классический труд ханафитского мазхаба – «Китаб ал-хидайа» Бурхан ад-дина ал-Маргинани. Ему также принадлежат труды «ал-Кафи», «Шарх ал-мунтахаб», «ат-тасдид фи шарх ат-тамхид» и др. Его имя фигурирует во всех авторитетных цепях:
1) передаче ханафитских традиций от Абу Ханифы до мировых авторитетов этого мазхаба до сегодняшнего дня;
2) авторизованной передаче «Китаб ал-хидайа» Бурхан ад-дина ал-Маргинани . Ему приписывается апокрифический труд по биографии Ходжи Ахмада Йасави – «Манакиб-и Ходжа Ахмад Йасави».
В средние века в результате "величайшего переселения народов" вызванного нашествием Чингис-хана и последующих набегов джунгар в истории казахских родов и племен часто бывали случаи присоединения (вхождения, примыкания, перехода) как племени (рода) из одного жуза к племенам или племенному союзу другого жуза, так и группы людей одного рода (племени) к другому роду (племени), обычно носившие временный характер, Но за это время эти переходы успевали вносить путаницу в происхождение родов-племен, как например появление версии сомнительного характера, что некоторая часть (группа людей) рода Сунак влилась в состав племен Барлас. Отсюда видимо берет свое начало вариант происхождения генеалогии рода Сунак казахстанский историк Ж. О. Артыкбаев. Наравне с этой версией есть и случаи действительно имевшие место  в конце ХVI - начале XVII веков, как  "...дочь состоятельного бая из племени Найман вышедшая замуж за парня из рода Сунак ввиду преждевременной смерти мужа в молодом возрасте будучи в положении вернулась в отчий дом (нынешняя Улытауская область), где и родила сына (двух сыновей-близнецов). От этого сына (этих сыновей) и произошел подрод Бадана-Найман. Этот имевший место в истории случай объясняет откуда родилась версия происхождения некоторой части рода Сунак от племени Найман, сторонником которой был известный тюрколог, профессор Ауелбек Коныратбаев. Есть и обратные случаи, когда по разным причинам некоторая группа людей рода Ошакты из Старшего жуза и группа из племени Алшын из Младщего жуза примкнули к роду Сунак. 
У Сунак-ата были одна дочь (Биби Муслима) и один сын (Маулана Сулайманвали, ‘Али-кожа-ата Сулайман Маулана). У него было трое сыновей:
1) Шайх Ахмад Кара-чуки/Карашки, по прозвищу Шорнак-ата - от него произошли роды Кайгак/ Кигак-шайх, Бузрук-ата, Нурбай;
2) Маулана Зийа’ ад-дин - от него произошли роды Бессары, Аташ;
3) ‘Абд ал-‘Азиз-шайх Маулани/Абу-л-Гази Узганди - от него произошли роды Калмырза, Токпан, Сиык/Адна-шайх ибн ‘Азизан-шайх ибн ‘Абд ал-‘Азиз.
Сунак кожалар являются потомками крупнейшего ханафитского богослова, правоведа и методолога Хусам ад-дина алХусайна ибн ‘Али ибн Хаджжаджа ас-Сигнаки (ум. 1311 или 1314). Генеалогия шежире (дерево предков и потомков) родоначальника Сунаков выглядит так:
- Абу Бакра ас-Сиддик (568г. —634г.),
- ‘Абдаллах Султан Мухаммад,
- Хазрат Ак-Султан,
- Султан Касим,
- Султан Кахап,
- Султан Маулуд,
- Мулкишах,
- Шабур Малик,
- Сулайман Малик,
- Мансур Малик,
- Пирджан Малик,
- ‘Абд ал-Малик,
- Кайсар Малик,
- Каййум Малик,
- ‘Абдаллах Малик,
- Хусам ад-дин ас-Сигнаки (Сунак ата) 1132г. – 1199г.

## Расселение
Представители рода Сунак преимущественно проживают на территории Туркестанской и Кызылординской областях Республики Казахстан.

## ДНК
Представители рода Сунак имеют гаплогруппу: L1c, R2a, N1c, J2

## Состав подрода, тамга, уран[14]и численность
| Не входит в состав трёх казахских жузов | Не входит в состав трёх казахских жузов | Не входит в состав трёх казахских жузов | Не входит в состав трёх казахских жузов | Не входит в состав трёх казахских жузов |
| Род                                     | Подрод                                  | Тамга (родовой знак)                    | Уран (родовой клич)                     | Численность рода                        |
| --------------------------------------- | --------------------------------------- | --------------------------------------- | --------------------------------------- | --------------------------------------- |
| Сунак                                   | Кайгактык-ата                           | I Каламсап                              | Кожа Ахмет Иассауи                      | 25-35 тыс. чел.                         |
| Сунак                                   | Сиык                                    | I Каламсап                              | Кожа Ахмет Иассауи                      | 25-35 тыс. чел.                         |
| Сунак                                   | Калмырза-токпан                         | I Каламсап                              | Кожа Ахмет Иассауи                      | 25-35 тыс. чел.                         |
| Сунак                                   | Аташ-ата                                | I Каламсап                              | Кожа Ахмет Иассауи                      | 25-35 тыс. чел.                         |
| Сунак                                   | Бессары-ата                             | I Каламсап                              | Кожа Ахмет Иассауи                      | 25-35 тыс. чел.                         |

## Известные представители
Из рода Сунак вышли известные академики и заслуженные деятели:
1. Адилов, Ахмет Адилович - советский хозяйственный, государственный и политический деятель
2. Султан Сартаев
3. Асан Шарифиулы
4. Берлисбек Алияров
5. Абдуали Баешов
6. Абдирасыл Жарменов
7. Калтаев, Айдархан Жусупбекович